# Такарліковська сільська рада
Такарлі́ковська сільська рада (рос. Такарликовский сельский совет) — муніципальне утворення у складі Дюртюлинського району Башкортостану, Росія. Адміністративний центр — село Іванаєво.
Станом на 2002 рік існували Новобіктовська сільська рада (село Новобіктово, присілки Куязбаш, Тарасовка) та Такарліковська сільська рада (села Гублюкучуково, Кушулево, Старосултанбеково, Такарліково, присілки Аргамак, Венеція, Іванаєво, Юкалікуль, Юнтіряк). Пізніше присілок Тарасовка увійшов до складу Ангасяківської сільської ради, присілок Аргамак увйшов до складу Дюртюлинського міського поселення.

## Населення
Населення — 4263 особи (2019, 4033 у 2010, 3628 у 2002).

## Склад
До складу поселення входять такі населені пункти:
| Населений пункт         | Населення, осіб (2002) | Населення, осіб (2010) |
| ----------------------- | ---------------------- | ---------------------- |
| Венеція, присілок       | 88                     | 76                     |
| Гублюкучуково, село     | 376                    | 392                    |
| Іванаєво, село          | 1356                   | 1584                   |
| Кушулево, село          | 373                    | 407                    |
| Куязбаш, присілок       | 0                      | 0                      |
| Новобіктово, село       | 517                    | 553                    |
| Старосултанбеково, село | 483                    | 576                    |
| Такарліково, село       | 246                    | 255                    |
| Юкалікуль, присілок     | 97                     | 100                    |
| Юнтіряк, присілок       | 92                     | 90                     |